# Pârâul lui Doican
Pârâul lui Doican este un afluent al râului Racovița. 